# Jacobiasca formosana
Jacobiasca formosana är en insektsart som först beskrevs av Pasquino Paoli 1932.  Jacobiasca formosana ingår i släktet Jacobiasca och familjen dvärgstritar. Inga underarter finns listade i Catalogue of Life.